# Wereldkampioenschappen openwaterzwemmen 2023 - Landenwedstrijd
De landenwedstrijd tijdens de wereldkampioenschappen openwaterzwemmen 2023 vond plaats op 20 juli 2023 in het Seaside Momochi Beach Park in Fukuoka.

## Uitslag
| Rang   | Land             | Namen                                                                          | Tijd       |
| ------ | ---------------- | ------------------------------------------------------------------------------ | ---------- |
| Goud   | Italië           | Barbara Pozzobon Ginevra Taddeucci Domenico Acerenza Gregorio Paltrinieri      | 1:10.31,20 |
| Zilver | Hongarije        | Bettina Fábián Anna Olasz Kristóf Rasovszky Dávid Betlehem                     | 1:10.35,30 |
| Brons  | Australië        | Chelsea Gubecka Moesha Johnson Nicholas Sloman Kyle Lee                        | 1:11.26,70 |
| 4      | Duitsland        | Lea Boy Leonie Beck Rob Muffels Oliver Klemet                                  | 1:11.26,90 |
| 5      | Frankrijk        | Anastasiia Kirpichnikova Logan Fontaine Aurélie Muller David Aubry             | 1:11.40,60 |
| 6      | Brazilië         | Ana Marcela Cunha Viviane Jungblut Diogo Villarinho Alexandre Finco            | 1:13.07,40 |
| 7      | Japan            | Airi Ebina Kaito Tsujimori Ichika KajimotoKaiki Furuhata                       | 1:13.38,50 |
| 8      | Spanje           | Carlos Garach Guillem Pujol Ángela Martínez Paula Otero                        | 1:13.41,80 |
| 9      | Verenigde Staten | Joey Tepper Brennan Gravley Mariah Denigan Katie Grimes                        | 1:13.58,60 |
| 10     | Canada           | Emma Finlin Eric Hedlin Bailey O'Regan Eric Brown                              | 1:14.11,80 |
| 11     | China            | Zhang Ziyang Wang Kexin Wu Shutong Meng Rui                                    | 1:14.50,10 |
| 12     | Argentinië       | Candela Giordanino Cecilia Biagioli Franco Cassini Joaquín Moreno              | 1:14.53,70 |
| 13     | Israël           | Eva Fabian Matan Roditi Yonatan Ahdut Orian Gablan                             | 1:15.52,30 |
| 14     | Zuid-Afrika      | Amica de Jager Kate Beavon Matthew Caldwell Connor Buck                        | 1:16.12,10 |
| 15     | Mexico           | Martha Sandovall Paulo Strehlke Paulina Alanís Daniel Delgadillo               | 1:16.52,70 |
| 16     | Tsjechië         | Lenka Štěrbová Ondřej Zach Alena Benešová Martin Straka                        | 1:17.41,70 |
| 17     | Kazachstan       | Diana Taszhanova Galymzhan Balabek Mariya Fedotova Lev Cherepanov              | 1:17.41,80 |
| 18     | Zuid-Korea       | Park Jae-hun Sung Jun-ho Lee Hae-rim Lee Jong-min                              | 1:19.28,70 |
| 19     | Hongkong         | William Yan Thorley Nikita Lam Nip Tsz Yin Keith Sin                           | 1:19.31,80 |
| 20     | Puerto Rico      | Christian Bayo Mariela Guadamuro Alondra Quiles Jamarr Bruno                   | 1:23.31,20 |
| 21     | Oezbekistan      | Nikita Kornilov Parizoda Iskandarova Anastasiya Zelinskaya Vyacheslav Shkretov | 1:26.29,20 |